# Amour braque - Amore balordo
Amour braque – Amore balordo (L'amour braque) è un film del 1985 diretto da Andrzej Żuławski e interpretato da Sophie Marceau, Tchéky Karyo e Francis Huster, liberamente tratto dal romanzo L'idiota di Fëdor Dostoevskij.

## Trama
Nel treno che lo sta riportando a Parigi dopo aver compiuto - assieme ai suoi soci - una rapina in banca, Micky conosce Léon, un fuggiasco ungherese. Una volta giunto nella capitale francese, presenta il nuovo amico alla fidanzata Marie, una ragazza costretta a prostituirsi: tra Marie e Léon scoppia la passione.

## Produzione
La sceneggiatura è basata sul romanzo L'idiota di Fëdor Dostoevskij. Si tratta del quarto film di Andrzej Żuławski prodotto in Francia.

## Distribuzione
In Francia il film è stato vietato ai minori di 12 anni, mentre in Italia (dove la pellicola è uscita con alcuni tagli) ai minori di 14.